# Игор Шарић
Игоp Шарић (рођен 27. априла 1987. у Сомбору) је српски фудбалер, који тренутно наступа за Спортски Клуб Габлиц (SV Gablitz) (Аустрија) на позицији голмана.
Иако је у сезони 2006/2007. био први голман ФК Станишић у Војвођанској лиги Север, исте сезоне наступа на двојној регистрацији за ФК Солунац Растина са којима осваја прво место у подручној лиги Сомбор.
У пролећној полусезони за ФК Станишић у Подручној лиги Сомбор 2008. године постигао је два поготка, и то оба из једанаестерца. На крају 2010/11. сезоне Српске лиге Војводина био је најбоље оцењени играч у редовима Солунца из Растине (7,06 - просек оцена према Спортском Журналу) и четврти најбоље оцењени голман овог трећег фудбалског ранга. У првој лиги Србије дебитује 19. маја 2012. године на утакмици Раднички - ФК Доњи Срем (0:1), те године ће забележити још један наступ за сомборце у победи над ФК Банатом (4:1).
Градски фудбалски савез Сомбор га проглашава за најбољег голмана Сомборске општине 2017. године.
Од јануара 2019. године наступа у Аустрији.
Од. 2014. године појављује се у популарној игри Фудбал менаџер.